# Преображение зайгонов
«Преображение зайгонов» (англ. The Zygon Inversion) — восьмая серия девятого сезона британского научно-фантастического телесериала «Доктор Кто». Премьера серии состоялась 7 ноября 2015 года на канале BBC One.
Будущее планеты Земля зависит от того, что содержится в Чёрном архиве ЮНИТа, который оказался под контролем зайгонов, а Доктор и Осгуд в бегах в Лондоне, где никому нельзя доверять.

## Синопсис
Перевёртыши-зайгоны заполонили Соединённое Королевство, и нет никакого способа узнать, кому можно доверять. ЮНИТ нейтрализован, и теперь лишь Доктор стоит у них на пути. Но как остановить войну? И как Доктору спасти своих друзей?

## Съёмки
Вместе с эпизодом «Вторжение зайгонов» серия вошла в четвёртый съёмочный блок. Съёмки проходили в мае 2015 года.